# 살타사우루스
살타사우루스(Saltasaurus)는 중생대 백악기 후기, 오늘날의 아르헨티나 부근에서 서식한 2족보행의 초식공룡이다. 학명은 화석이 발견된 지명에서 유래되었고, "쇠(salta)의 도마뱀"이라는 의미를 갖고 있다. 전체 몸 길이는 약 11m~12m, 체중은 9t~1000t정도 되었을 것으로 추정된다. 등에는 콩과 비슷한 모양의 돌기가 돋아 있고, 갑옷과 같은 두꺼운 피부로 덮여 있다.